# Himantandraceae
Famille
Genre
Classification APG III (2009)
Les Himantandraceae (les Himantandracées) sont une famille de plantes à fleurs primitives de l'ordre des Magnoliales. Elle ne comprend que 2 espèces du genre Galbulimima (ex Himantandra F. Muell. ex Diels).
Ce sont des arbres à huiles essentielles, à feuilles munies de glandes aromatiques des régions tropicales de l'Est de la Malaisie et de la partie Ouest de l'Australie.

## Étymologie
Le nom vient du genre Himantandra (dont le nom accepté est Galbulimima) qui vient du grec Χίμας (himas) "sangle" ou "corde" et άνδρες (andres) "homme" en référence à la forme des étamines.
C'est un exemple de nom de famille dont le nom dérive d'un genre invalidé,.

## Liste des genres
Selon NCBI (13 avr. 2010), Angiosperm Phylogeny Website (16 mai 2010) et DELTA Angio (13 avr. 2010) :
- Galbulimima F.M.Bailey

## Liste des espèces
Selon NCBI (13 avr. 2010) :
- genre Galbulimima
  - Galbulimima belgraveana

## Publication originale
- F.M.Bailey, Bot. Bull. Dept. Agric. Queensland 9: 5 (1894).